# Castiglione (Provenza-Alpi-Costa Azzurra)
Castiglione (in francese e in mentonasco Castillon) è un comune francese di 360 abitanti situato nel dipartimento delle Alpi Marittime della regione della Provenza-Alpi-Costa Azzurra.

## Geografia fisica
Il territorio del comune di Castiglione corrisponde per la maggior alla conca della sorgente del torrente Carei, che poi continua il suo corso nel territorio di Mentone. Le colline nordoccidentali, invece, ospitano parte del bacino del torrente Merlansson, che si dirige a nord come affluente di destra della Bevera. Castiglione si trova a circa 10 chilometri da Mentone e Sospello.

## Origini del nome
La località è attestata per la prima volta dalle fonti storiche nel 1279 come Castrum Castilionis. Il toponimo proviene dall'occitano, a sua volta derivato dal tardo latino, designante un piccolo castello.

## Storia
Il comune di Castiglione, fin dal 1388 quando scacciò un'invasione monegasca, ha seguito insieme al resto della contea di Nizza le vicende storiche prima della contea poi del ducato di Savoia e infine del regno di Sardegna, sino al 1860 quando venne annesso alla Francia a seguito della cessione di Nizza.
L'abitato di Castiglione è stato ricostruito parecchie volte, avendo subito sia guerre che catastrofi naturali:
- dopo la Guerra di successione austriaca, nel XVIII secolo;
- dopo il Terremoto di Diano Marina del 1887;[7]
- dopo i bombardamenti dell'inverno 1944-1945 nella seconda guerra mondiale, quando i tedeschi usarono i forti locali contro l’offensiva americana.

## Monumenti e luoghi d'interesse
- Chiesa di Saint julien

## Società

### Evoluzione demografica
Abitanti censiti

### Lingue e dialetti
Culturalmente fa parte della Terra mentonasca, poiché, come a Mentone, viene parlato il mentonasco, la quale si trova linguisticamente a metà tra il ligure e l'occitano.